# 高身蛇綿鳚
高身蛇綿鳚，為輻鰭魚綱鱸形目绵鳚亞目绵鳚科的其中一種，分布於西北太平洋區，包括白令海海域，屬底棲性魚類，棲息深度在水深336公尺，體長可達12.3公分。

## 扩展阅读
維基物種上的相關：高身蛇綿鳚